# Parc de Lapinlahti
Le parc de Lapinlahti (en finnois : Lapinlahden puistikko) est un parc du quartier de Kamppi au centre d’Helsinki en Finlande. 

## Situation
Le parc de Lapinlahti est situé dans le triangle délimité par les rues Lapinlahdenkatu, Eerikinkatu et Albertinkatu.
Comme de nombreux autres parcs triangulaires du centre-ville d'Helsinki, dont le  bosquet des enfants voisin, le parc de Lapinlahti est situé à l'intersection de deux zones de plans hippodamiens divergents.
La sculpture Ihminen nousee roskalaatikosta de l'artiste letton Oskars Mikans, représentant Arvo Parkkila (fi), y a été érigée en 2001.

## Transports
Les bus des lignes 20 et 30  desservent l'arrêt Lapinlahden puistikko.

## Galerie

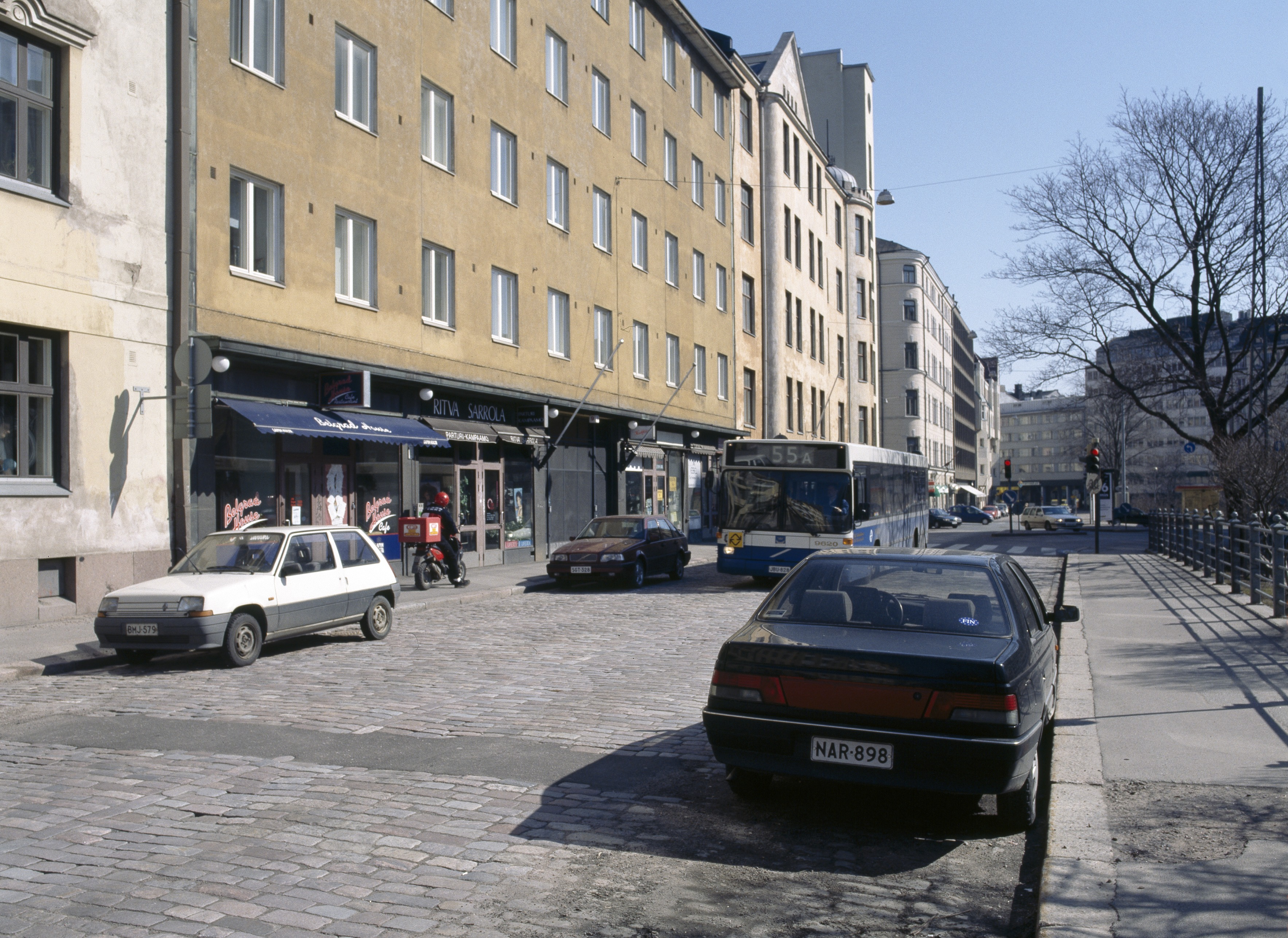
La rue Lapinlahdenkatu 9, 7, 5, 3 et à droite le parc de Lapinlahti.